# ستراک هاکوبیان
ستراک آوِتی هاکوبیان (روسی: Сетрак Аветович Акопян؛ زادهٔ ۸ نوامبر ۱۹۹۹ در ولادی‌وستوک) بازیکن فوتبال در پست مدافع/هافبک ارمنی‌تبار اهل روسیه است.

## باشگاهی
از باشگاه‌هایی که در آن بازی کرده‌است می‌توان به باشگاه فوتبال لوچ ولادی‌وستوک اشاره کرد.